# オヒョウ条約
オヒョウ条約 (オヒョウじょうやく、英語:Halibut Treaty) は、1923年にカナダとアメリカ間で締結された北太平洋の漁業権に関する条約である。1923年3月2日締結。

## 概要
条約が結ばれた背景には、当時大型の食用魚であるオヒョウ（ハリブット）の数が急速に減少していたことが挙げられる。この条約により太平洋オヒョウの資源管理を共同で行うための機構として、国際太平洋オヒョウ委員会が設置された。当初委員会は漁業界や関連省庁から選出された4名で構成されていたが、現在はカナダとアメリカからそれぞれ3名ずつの6名で構成されている。この条約は冬季にオヒョウの禁漁期を設けている。条約の内容は委員会とその科学者チームの勧告をもとに、何度か改定がなされている。

## 意義
オヒョウ条約はカナダがイギリスから独立して交渉した最初の条約である。それまでは、カナダが条約を締結するときには常にイギリスに依存していた。この条約のことを知らされたときイギリス政府は先例通りカナダと一緒に署名することを望んだが、マッケンジー・キング首相はこれに抵抗した。彼はこの条約は純粋に加米関係だけに関わるものであると主張した。キングはさらにワシントンD.C.にカナダの代表部を設置し、イギリス抜きでアメリカとの関係を築くといって脅しをかけ、イギリスに条約のカナダによる単独署名を認めさせた。
オヒョウ条約の締結によってイギリスの植民地が独立の度合いを高めていく道筋がつけられた。その後、1926年の帝国会議では、自治領は「イギリス帝国における自立した共同体であり、互いに平等で、従属関係にはない」ことを認めたバルフォア報告書が発表された。さらには1931年のウェストミンスター憲章によって、1865年の植民地法有効化法は廃止され、植民地に適用される法律を制定するイギリス政府の権限は取り除かれることになった。